# Steve Mouzakis
Steve Mouzakis (Melbourne, 16 giugno 1973) è un attore australiano.

## Biografia
Studiò arte e ingegneria all’università prima di essere accettato nel Victorian College Of The Arts per frequentare gli studi di recitazione.
È noto per vari ruoli nelle serie televisive e anche per aver preso parte al film Nel paese delle creature selvagge.

## Filmografia

### Cinema
- Al calare delle tenebre (Darkness Falls), regia di Jonathan Liebesman (2003)
- Nel paese delle creature selvagge (Where the Wild Things Are), regia di Spike Jonze (2009)
- Segnali dal futuro (Knowing), regia di Alex Proyas (2009)
- I, Frankenstein, regia di Stuart Beattie (2014)
- Downriver, regia di Grant Scicluna (2015)
- Scare Campaign, regia di Cameron Cairnes e Colin Cairnes (2016)
- Late Night with the Devil, regia di Cameron e Colin Cairnes (2023)

### Televisione
- The Slap, miniserie televisiva (2011)
- Prison Break, serie TV, 8 episodi (2017)

## Doppiatori italiani
Nelle versioni in italiano delle opere in cui ha recitato, Steve Mouzakis è stato doppiato da:
- Riccardo Scarafoni ne Nel paese delle creature selvagge, Prison Break
- Sergio Di Stefano ne Al calare delle tenebre
- Franco Mannella in I, Frankenstein
- Antonio Palumbo in Clickbait
- Paolo De Santis in Late Night with the Devil